# 1037
1037 (MXXXVII) fue un año común comenzado en sábado del calendario juliano.

## Acontecimientos
- Se produce la batalla de Tamarón entre Castilla y León. En la que el Fernando I, conde de Castilla, vence a Bermudo III de León.
- Fernando I es proclamado también rey de León.
- Yaroslav el Sabio comienza la construcción de la catedral de Santa Sofía de Kiev, en el lugar donde derrotó a los pechenegos.
- Haroldo I se hace con la corona de Inglaterra de su medio hermano Canuto Hardeknut.
- Jorge Maniaces comienza una campaña contra los árabes en Sicilia.
- Se publica el Jiyun, diccionario de rimas chino de la dinastía Song.
- Los Oghuz saquean Maragheh, masacre de kurdos.

## Nacimientos
- Almotacín, rey hispanoárabe (f. 1091).

## Fallecimientos
- 5 de febrero Alfredo Atheling, aristócrata inglés, hermano del rey Eduardo el Confesor.
- 4 de septiembre: Bermudo III, rey leonés.
- Avicena, médico, filósofo y científico uzbeko-persa.